# El Periódico de España
El Periódico de España (EPE) és un diari d'informació general, editat a Madrid en castellà per Prensa Ibérica. Està disponible en digital i en format paper, tot i que només es publica a la ciutat de Madrid i de dilluns a divendres. Està dirigit per Fernando Garea des de la seva fundació el 2021. El primer número va publicar-se el 12 d'octubre de 2021 i, excepcionalment, de forma gratuïta.